# Le Silence de la mer
Pour les articles homonymes, voir Le Silence de la mer (homonymie).
Le Silence de la mer est une nouvelle de Vercors, publiée clandestinement aux Éditions de Minuit en février 1942, devenue depuis un classique, qui explore différents thèmes tels que l'humanité, la force symbolique du silence, le conflit intérieur et la Résistance.
La nouvelle a donné son nom au recueil Le Silence de la mer et autres récits, qui regroupe également : Désespoir est mort, Ce jour-là, Le Songe, L'Impuissance, Le Cheval et la Mort, L'Imprimerie de Verdun et La Marche à l'étoile.

## La nouvelle

### Trame de l'histoire
En 1941, au début de l'Occupation, un officier allemand, Werner von Ebrennac, compositeur de profession, épris de culture française, réquisitionne la maison d'une famille comprenant le narrateur, homme âgé et sa nièce. Ces derniers choisissent de maintenir le silence en signe de résistance passive. À travers des soliloques prônant le rapprochement des peuples et la fraternité, l'officier espère rompre le mutisme de ses hôtes dont le patriotisme ne peut s'exprimer que par ce silence actif.
Durant des soirées, il exprime son souhait d'une alliance entre les deux nations qui ainsi s'enrichiront mutuellement de leurs cultures. Si la nièce et le narrateur refusent de lui adresser la parole, le jeune officier continue de communiquer son enthousiasme, son optimisme. 
Lors d'une permission à Paris, il découvre les véritables intentions de son pays. Ses amis, nazis convaincus, lui expriment la nécessité de conquérir la France afin de détruire l'esprit français. Le désespoir va alors s'emparer de lui.

### Personnages
- Jeanne : nièce du vieil homme, jeune fille fière et déterminée
- André : vieil oncle de Jeanne, narrateur
- Werner von Ebrennac : officier allemand cultivé, amoureux des lettres et de l'art français

### Inspiration
Le récit est inspiré de faits réels, bien que recousus pour en faire un tout plus prenant. Ainsi que Vercors le raconte dans La Bataille du silence, le cadre est la maison de campagne de la famille Bruller à Villiers-sur-Morin, qu’ils ont regagnée au terme de l’exode de l’été 1940. La maison avait été occupée brièvement par des soldats allemands, mais dans la réalité, les Allemands consentent à évacuer les lieux avant que la famille Bruller ne revienne pour y habiter. Avant d’y retourner la famille séjourne dans la ville de Saintes, que Bruller ne souhaite pas quitter avant de savoir que sa maison sera libérée par les soldats. Cette ville de Saintes figurera aussi dans Le Silence de la mer.
Dans La Bataille du Silence, Vercors témoigne de cette amabilité insidieuse, qu’il a vue dans la ville de Saintes : les soldats allemands y étaient « aimables, empressés, payant rubis sur l’ongle, attentifs et câlins avec les enfants, charitables avec les réfugiés… ».
La nièce, qui reste obstinément silencieuse et raide devant l’officier allemand, est une émanation de la propre expérience de Bruller, lorsqu’il rencontra plusieurs fois dans le village l’officier qui avait logé chez lui. Bruller refusa de répondre à son salut, gardant « la nuque raide ». Mais pour ce qui est de sa description physique, il s’agit de la femme de Bruller. Mais son silence reflète un thème déjà cher à Bruller lorsqu’il publie en 1937 Silences, une collection de huit estampes (Paris, Aux Nourritures Terrestres, 1937).
Le personnage secondaire de la fiancée de l’officier allemand a des liens réels avec Nana, la nourrice allemande que la famille Bruller a embauchée jusqu’au jour où elle arrachait l’une après l’autre les pattes d’un moustique.
La dédicace à Saint-Pol-Roux, « poète assassiné », se réfère au poète admiré des surréalistes, ami de Jean Moulin et de Max Jacob, et mort en décembre 1940 à l'hôpital de Brest, six mois après qu'un soldat allemand ivre eut forcé la porte de son manoir, tué sa servante et supposément violé sa fille, Divine (le viol fut réfuté par la suite). Le soldat fut aussitôt arrêté, condamné et fusillé. Mais le manoir fut pillé une deuxième fois quelque temps plus tard, et certains des travaux littéraires du poète irrémédiablements détruits. L'hommage est explicite : Saint-Pol-Roux est un vieil homme qui meurt de chagrin à la suite de l'arrivée des occupants, puis des méfaits et des crimes qu'il a connus personnellement. Tout comme Le Silence de la mer veut évoquer une résistance muette au bord des cris, cet homme qui meurt brisé est chargé de symboles et c’est à ce titre que le premier volume des Éditions de Minuit lui est dédié.

### Publication
Rédigé au cours de l'été 1941, le texte est à l'origine prévu pour la revue La Pensée Libre mais celle-ci est saisie par la Gestapo. Pierre de Lescure et Jean Bruller ont alors l'idée de l'éditer par leurs propres moyens. Le livre est achevé d'imprimer le 20 février 1942. C’est le premier ouvrage publié par les Éditions de Minuit.
Le livre parvient à Londres et le général De Gaulle en ordonne une réédition sur le champ aux fins de large diffusion. De Gaulle à la radio de Londres s'exclame ainsi : « Vous, Vercors, inconnu et déjà célèbre ! » C'est une de celles-ci qui passera dans les mains du cinéaste Jean-Pierre Melville qui l'adaptera quelques années plus tard pour le cinéma.
Le livre est notamment publié à Londres, en version intégrale ainsi qu’en feuilleton dans le journal des Français en exil, La Marseillaise. Le récit est également publié en Algérie, au Sénégal, en Australie, en Suisse, à Québec, à Beyrouth… et même à New York sous le titre Les Silences, le traducteur « ne pouvant consulter l’original ni l’auteur ». Bruller le découvre même dans son jardin sous forme de « minuscule brochure en papier bible » parachuté par la R.A.F.

### Réception
S'il n'est diffusé dans sa première édition qu'à 400 exemplaires, l'ouvrage obtient un succès prodigieux et international. En début 1943, 6 millions d'exemplaires étaient estimés rien qu'en Angleterre. 
La vaste diffusion clandestine-officielle du livre lui assure un succès immédiat. Il a été traduit en une cinquantaine de langues, dont une version arabe réalisée par Abdallah Naaman et publiée aux Éditions arabes, à Beyrouth, en 1968. 
C'est ainsi qu’Arthur Koestler, dans la Tribune de Londres en novembre 1943, désapprouve le personnage de l’officier allemand : en effet, comment un homme aurait-il pu s’aveugler aussi longtemps sur les intentions de son pays ? Mais si le personnage est sincère, pourquoi opposer un silence farouche à un antinazi ? En Algérie, les communistes soupçonnent l’auteur d’être un collaborateur à cause de la mise en scène de cet Allemand trop sympathique. De même, l’écrivain soviétique Ilya Ehrenbourg, admiré par Vercors, croit qu'il s'agissait sûrement d'une « œuvre de provocation écrite certainement par un nazi pour servir l'action d'intoxication menée par la Gestapo ». Des Français résistant à Londres, quant à eux, croyaient qu'il avait été écrit par André Gide,Roger Martin du Gard ou François Mauriac
Gaëtan Picon estime en 1949 que les deux nouvelles, Le Silence de la mer et La Marche à l'étoile sont d'« une grande pureté de forme et d'une émotion contenue ».

## Adaptations

### Film
- Le Silence de la mer de Jean-Pierre Melville (1947)

### Téléfilm
- Le Silence de la mer de Pierre Boutron (2004)

### Drame lyrique
- Le Silence de la mer d'Henri Tomasi (1959) (Notice BNF)

### Théâtre
Metteur en scène et année des représentations :
- Jean Mercure (1949), Théâtre Édouard-VII[7]
- Jean Périmony (1979 et 1990)
- Sandrine Briard (1998-2001)
- Robert Valbon (2001-2002)
- Serge Dekramer (2010-2012)[8]